# Ektoterm élőlények

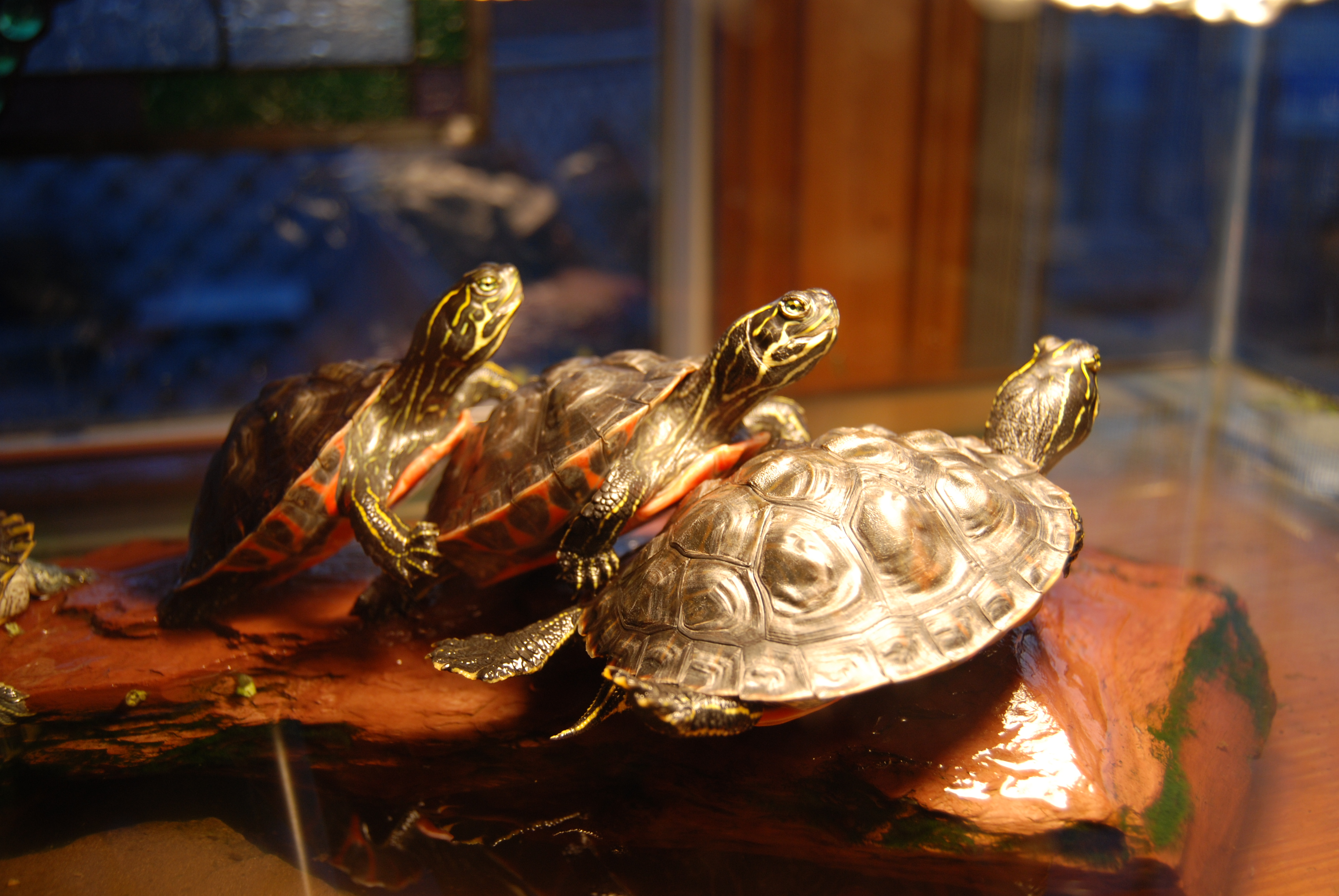
Pseudemys teknősök sütkéreznek.

A vörös vonal a levegő, a bordó vonal a gyík testének a hőmérsékletét mutatja, a zöld vonal a járat alaphőmérsékletét. A gyíkok ektotermek, a hőmérsékletüket viselkedésváltoztatásokkal szabályozzák. Ha kint meleg van, kimennek a szükséges időre, majd visszatérnek a járatba.

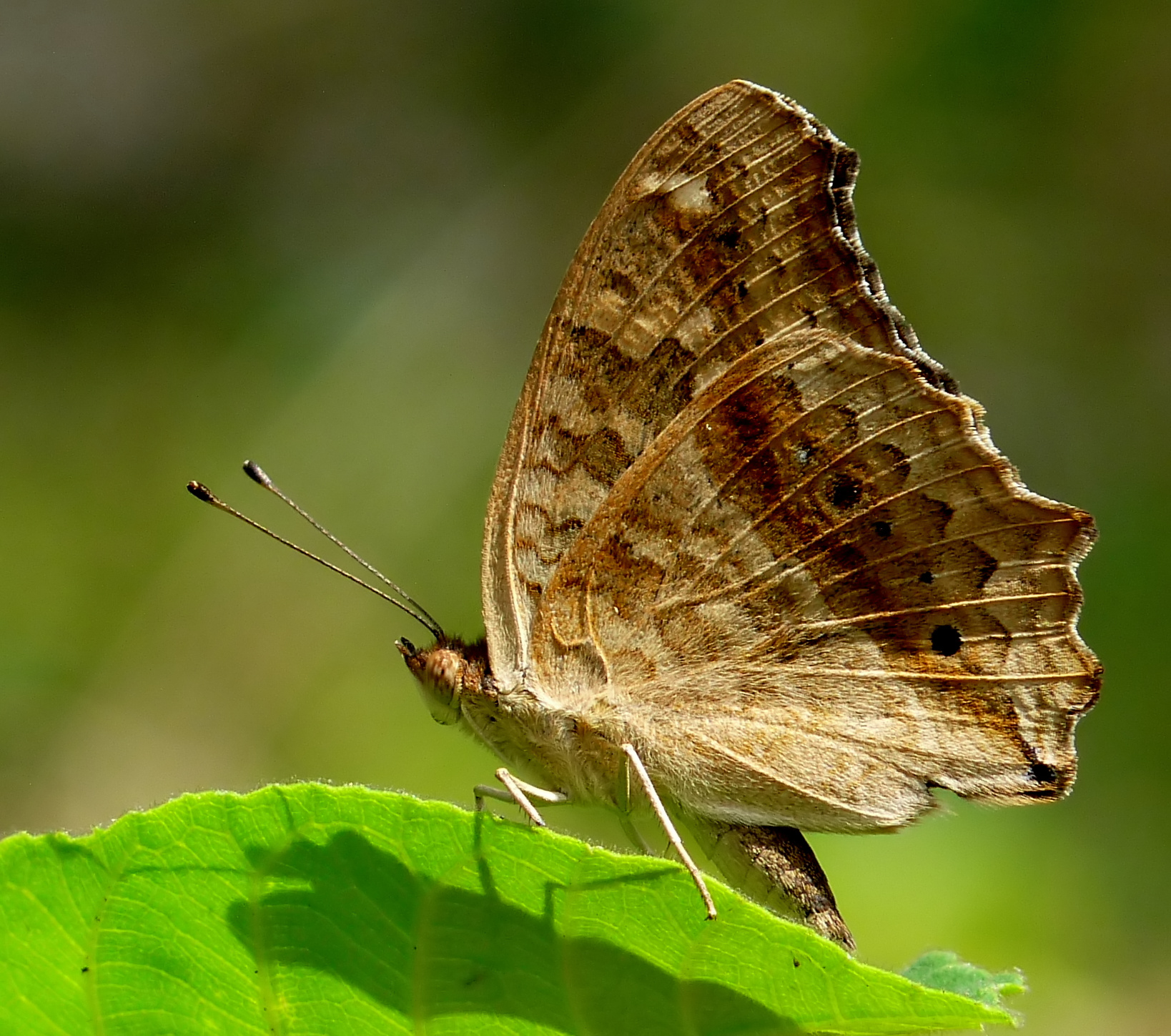
Junonia lemonias napozik.

Az ektoterm (ógörög ἐκτός, vagyis "külső", és θερμός, azaz "meleg") organizmusok olyan élőlények, amelyeknek kicsi, vagy elhanyagolható a belső hőforrásaik szerepe a testhőmérsékletük szabályozásában. Ezek az élőlények (például a békák) külső hőforrásra szorulnak, és ez nagyon gazdaságos anyagcserére ad nekik lehetőséget.
A hétköznapi szóhasználatban ezeket az élőlényeket nevezik "hidegvérűeknek" is, bár ez a megnevezés technikailag nem helyes, mivel a testhőmérsékletük, a környezetük függvényében, változik. 
Az ektoterm élőlények egy része olyan környezetben él, ahol a hőmérséklet gyakorlatilag állandó, például ez a tipikus az óceáni árkokban. Ezek homeoterm (állandó hőmérsékletű) ektotermeknek tekinthetők. Ahol a hőmérséklet olyan mértékben változik, hogy ez már befolyásolja a fiziológiai működést, az ektoterm fajok külső hőforrást keresnek, illetve a nagy hő elől menedéket. Például a hüllők sütkérezéssel és hűsöléssel szabályozzák a testhőmérsékletüket, egy sor egyéb szabályozó mechanizmus mellett.
Az ektotermekkel ellentétben az endoterm élőlények főképp, illetve túlnyomóan belső, anyagcsere folyamatokból szerzik a szükséges hőt. A mezoterm élőlények köztes stratégiát alkalmaznak.

## Fordítás
Ez a szócikk részben vagy egészben  az   Ectotherm című angol Wikipédia-szócikk ezen változatának fordításán alapul.  Az eredeti cikk szerkesztőit annak laptörténete sorolja fel. Ez a jelzés csupán a megfogalmazás eredetét és a szerzői jogokat jelzi, nem szolgál a cikkben szereplő információk forrásmegjelöléseként.